# وباء الوحدة
وباء الوحدة هو ظاهرة متزايدة في الانتشار للوحدة والعزلة الاجتماعية التي يعاني منها الناس في جميع أنحاء العالم. ربما بدأ الارتفاع في العقد الأول من القرن الحادي والعشرين وتفاقم بسبب تأثيرات الانعزال والتباعد الاجتماعي وأوامر البقاء في المنزل والوفيات أثناء جائحة كوفيد-19.
ومنذ العقد الأول من القرن الحادي والعشرين، أُطلقت مبادرات واسعة النطاق في دول بما في ذلك الولايات المتحدة الأمريكية وأستراليا والمملكة المتحدة. في مايو 2023، نشر جراح عام الولايات المتحدة فيفيك مورثي استشارة لوزارة الصحة والخدمات الإنسانية الأمريكية حول تأثير وباء الوحدة والعزلة في الولايات المتحدة. شبّه التقرير مخاطر الوحدة بتهديدات الصحة العامة الأخرى مثل التدخين والسمنة. تم لفت الانتباه لاحقًا إلى المقاييس التي تشير إلى أن الوحدة شائعة بشكل خاص بين الأمريكيين الذين يفتقرون إلى شهادة جامعية. في نوفمبر 2023، أعلنت منظمة الصحة العالمية أن الشعور بالوحدة "مشكلة صحية عامة عالمية" وأطلقت لجنة دولية لدراسة المشكلة.